# Omalur
Omalur es una ciudad y nagar Panchayat situada en el distrito de Salem en el estado de Tamil Nadu (India). Su población es de 16 279 habitantes (2011). Se encuentra a 13 km de Salem y a 63 km de Erode.

## Demografía
Según el censo de 2011 la población de Omalur era de 16279 habitantes, de los cuales 8021 eran hombres y 8258 eran mujeres. Omalur tiene una tasa media de alfabetización del 84,82%, superior a la media estatal del 80,09%: la alfabetización masculina es del 90,30%, y la alfabetización femenina del 79,53%.